# Loka (zespół muzyczny)
Loka – polski zespół muzyczny, założony w 2012 roku z inicjatywy Kamila Mikuły i Grzegorza Porowskiego.

## Historia
Zespół jest kontynuacją wcześniejszego projektu, grupy Rotary. Wkrótce po powstaniu zespołu wydano singel Prawdziwe powietrze. Nagranie uplasowało się na 1. pozycji na liście najczęściej odtwarzanych piosenek w polskich radiostacjach. Zespół otrzymał dwie nominacje do nagrody Eska Music Awards 2012 w kategoriach „Hit lata” oraz „Najlepszy debiut”. W maju 2012 roku grupa wystąpiła na festiwalu TOPtrendy w „Koncercie trendy”, konkurując z takimi wokalistkami jak Mika Urbaniak, Kasia Wilk, Hania Stach czy duetem Me Myself And I.
9 listopada 2012 roku ukazał się debiutancki album Prawdziwe powietrze, który zadebiutował na 26. miejscu w zestawieniu OLiS.

## Skład
- Grzegorz Porowski – wokal
- Kamil Mikuła – instrumenty klawiszowe, wokal
- Michał Bagiński – gitara
- Krystian Zemanowicz – gitara basowa

## Dyskografia

### Albumy studyjne
| Rok  | Tytuł               | Dane dot. albumu                                                                   | Najwyższa pozycja na liście |
| Rok  | Tytuł               | Dane dot. albumu                                                                   | POL                         |
| ---- | ------------------- | ---------------------------------------------------------------------------------- | --------------------------- |
| 2012 | Prawdziwe powietrze | Wydany: 9 listopada 2012 Wytwórnia: Mystic Production Format: CD, digital download | 26                          |

### Single
| 2012                                                     | „Prawdziwe powietrze”                   | 1  | 1 | Prawdziwe powietrze |
| 2012                                                     | „Widziałem Ciebie”                      | –  | 1 | Prawdziwe powietrze |
| 2013                                                     | „Oczy miasta”                           | –  | – | Prawdziwe powietrze |
| 2014                                                     | „D.N.A.”                                | 10 | 1 |                     |
| 2015                                                     | „Na przekór”                            | –  | 1 |                     |
| 2016                                                     | „Tańczę sam”                            | –  | – |                     |
| 2017                                                     | „Atom miłości”                          | 9  | 3 |                     |
| 2019                                                     | „Laf laf laf (Podaruj mi białe Święta)” |    |   |                     |
| „–” oznacza, że singel nie był notowany na danej liście. |                                         |    |   |                     |